# Guildford Dudley
Guildford (soms ook gespeld als Guilford) Dudley (circa 1535 - Londen, 12 februari 1554) was een Engelse edelman en in 1553 korte tijd koninklijk gemaal van Engeland.

## Levensloop
Guilford was een zoon van John Dudley, hertog van Northumberland, uit diens huwelijk met Jane Guildford, dochter van Sir Edward Guildford. 
Gedurende de regering van koning Eduard VI werd zijn vader in 1551 na de val van Edward Seymour voorzitter van de Koninklijke Raad. John Dudley vreesde dat na Eduards dood diens katholieke halfzus Maria I op de troon zou komen en zorgde ervoor dat de koning de wetgeving zo veranderde dat Lady Jane Grey, de dochter van Eduards nicht Frances Brandon, de nieuwe erfopvolgster van de Engelse kroon werd. Om er zeker van te zijn dat Engeland niet in katholieke handen zou terechtkomen, huwelijkte hij Jane uit aan zijn zoon Guilford. Op 25 mei 1553 vond hun bruiloft plaats.
Na de dood van koning Eduard VI in juli 1553 probeerde men Jane tot koningin te proclameren. Haar heerschappij zou slechts negen dagen duren. In die korte periode bakkeleiden de families Grey en Dudley over de titel die Guilford zou krijgen: zijn familie stond erop dat hij tot koning werd gekroond, terwijl Jane hem enkel de titel van hertog van Clarence wilde geven. Het leidde tot een verzuring in de relaties tussen beide families. Na negen dagen verloren ze hun heerschappij aan Maria I, waarop Jane en Guilford naar de Tower werden gebracht. Hier konden ze zich redelijk vrij bewegen. 
Nadat een opstand van Thomas Wyatt tegen Maria I in februari 1554 werd onderdrukt, werden Jane en Guilford als potentieel gevaar beschouwd voor toekomstige opstanden. Na enig aarzelen werden ze allebei ter dood veroordeeld, net als Janes vader Henry Grey. Guilford werd op 12 februari 1554 naar Tower Hill gebracht en daar in het openbaar onthoofd. Een uur later volgde de executie van Jane Grey, op 23 februari werd ook Henry Grey onthoofd. Zijn lijk werd bijgezet in de kerk van St. Peter ad Vincula.
- Biografisch Portaal: 90666741